# Saliana
Saliana is een geslacht van vlinders van de familie dikkopjes (Hesperiidae), uit de onderfamilie Hesperiinae.

## Soorten
- S. antoninus (Latreille, 1824)
- S. covancae Mielke, 1970
- S. chiomara (Hewitson, 1867)
- S. esperi Evans, 1955
- S. fischer (Latreille, 1824)
- S. fusta Evans, 1955
- S. hewitsoni (Riley, 1926)
- S. longirostris (Sepp, 1848)
- S. mamurra (Plötz, 1886)
- S. mathiolus (Herrich-Schäffer, 1869)
- S. morsa Evans, 1955
- S. nigel Evans, 1955
- S. placens (Butler, 1874)
- S. saladin Evans, 1955
- S. salius (Cramer, 1775)
- S. salona Evans, 1955
- S. salva Evans, 1955
- S. severus (Mabille, 1895)
- S. triangularis (Kaye, 1913)
- S. vixen Evans, 1955